# Симулятор польоту

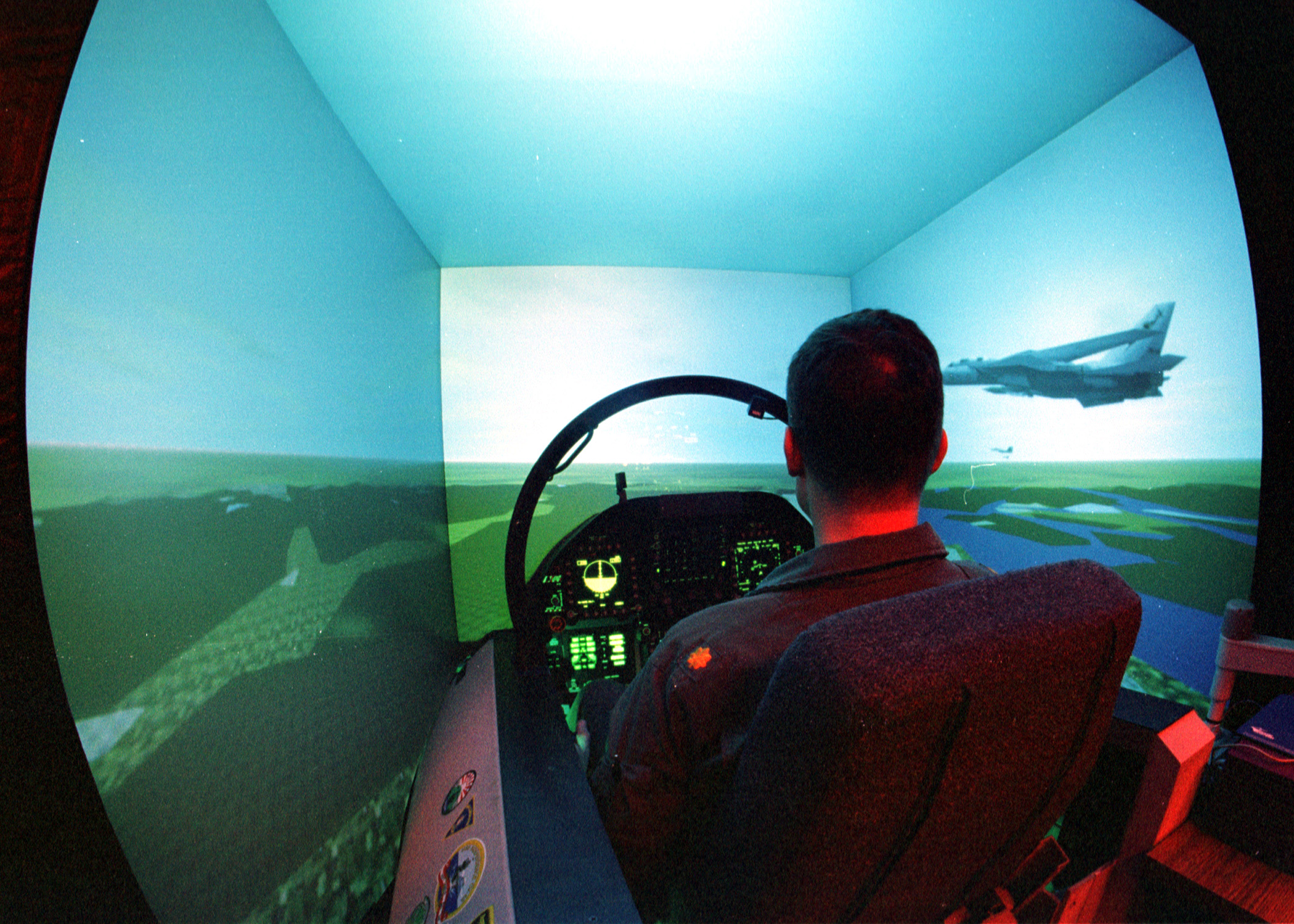
Симулятор польоту F/A-18 Hornet на борту Авіаносець " ".

Симулятор польоту — це пристрій, який штучно відтворює політ літака та середовище, в якому він літає, для навчання пілотів, проектування чи інших цілей. Він включає відтворення рівнянь, які керують тим, як літальний апарат літає, як він реагує на застосування засобів керування польотом, вплив інших систем літака та те, як літак реагує на зовнішні фактори, такі як щільність повітря, турбулентність, зсув вітру, хмарність, опади тощо. Симуляція польоту використовується з різних причин, включаючи льотну підготовку (головним чином пілотів), проектування та розробку самого літального апарата, а також дослідження характеристик літака та якостей керованості.
Термін «імітатор польоту» може мати дещо інше значення в загальній мові та технічній документації. У попередніх правилах це стосувалося саме пристроїв, які можуть точно імітувати поведінку літака під час різних процедур та умов польоту. У останніх визначеннях це було названо «повним симулятором польоту». Більш загальний термін «тренажер польоту» (FSTD) використовується для позначення різних типів пристроїв для навчання польоту, і це більше відповідає значенню фрази «симулятор польоту» в загальній англійській мові.

## Історія авіасимуляції
У 1910 році з ініціативи французьких командувачів Клолюса і Лаффона і лейтенанта Клавена був побудований перший наземний навчальний літак для військової авіації. "фр. Tonneau Antoinette" (бочка Антуанетти), створена компанією Antoinette, є попередником авіасимуляторів.

### Перша світова війна (1914–1918)
Перші приклади навчання були стрільби з повітря, якими керував пілот або спеціалізований повітряний стрілок. Стрільба по рухомій цілі вимагає прицілювання попереду цілі (що передбачає так званий кут випередження), щоб забезпечити час, потрібний кулям, щоб досягти близькості до цілі. Це іноді також називають «стрільбою з відхиленням» і вимагає навичок і практики. Під час Першої світової війни було розроблено кілька наземних симуляторів, щоб навчати цій навичці нових пілотів.

### 1920-1930-ті роки

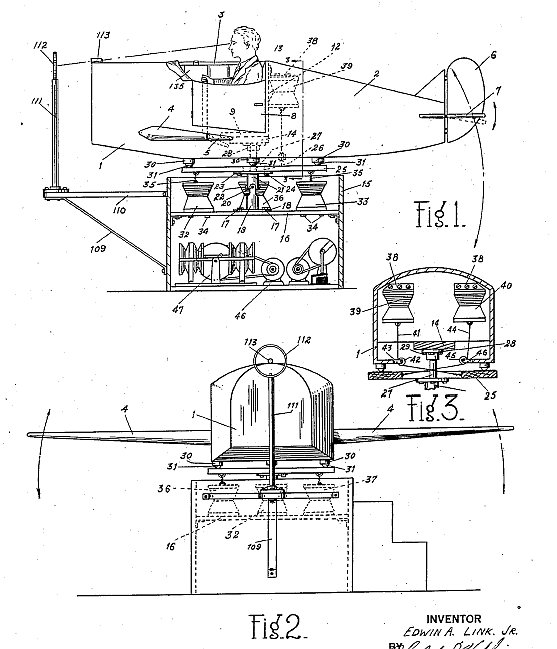
Патент Link Trainer, 1930 рік

Найвідомішим раннім пристроєм для моделювання польоту був Link Trainer, виготовлений Едвіном Лінком у Бінгемтоні, штат Нью-Йорк, Сполучені Штати, який він почав будувати в 1927 році. Пізніше він запатентував свій дизайн, який вперше надійшов у продаж у 1929 році. Link Trainer був симулятором польоту на металевій рамі, зазвичай пофарбованим у добре відомий синій колір. Деякі з цих авіасимуляторів часів ранньої війни все ще існують, але стає все важче знайти робочі приклади.
Сімейна фірма Лінк у Бінгемтоні виготовляла фортепіано та органи, тому Ед Лінк був знайомий із такими компонентами, як шкіряні міхи та язичкові перемикачі. Він також був пілотом, але, незадоволений обсягом справжньої льотної підготовки, яка була доступна, він вирішив побудувати наземний пристрій, щоб забезпечити таке навчання без обмежень погоди та наявності літака та пілотних інструкторів. Його конструкція мала пневматичну платформу руху, що приводилася в рух надувними сильфонами, які забезпечували сигнали нахилу та крену. Вакуумний двигун, подібний до тих, що використовуються в піаніно для гравців, обертав платформу, забезпечуючи сигнали повороту. На рухомій платформі була встановлена типова копія кабіни з робочими приладами. Коли кабіна була закрита, пілоти могли практикувати польоти за приладами в безпечних умовах. Платформа руху давала пілоту підказки щодо реального кутового руху по тангажу (ніс вгору і вниз), крен (крило вгору або вниз) і поворот (ніс вліво і вправо).

### Друга світова війна (1939–1945)

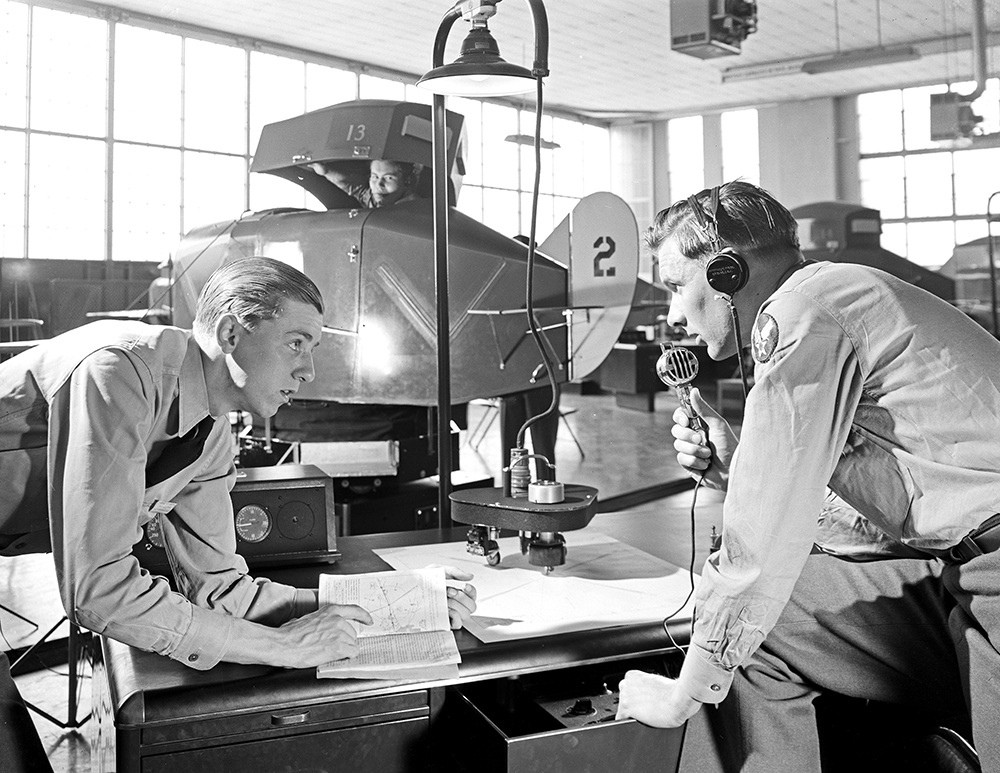
Військовий персонал, який використовує Link Trainer, Pepperell Manufacturing Co., 1943 р.

Основним тренажером пілотів, який використовувався під час Другої світової війни, був Link Trainer. Було виготовлено близько 10 000 екземплярів для підготовки 500 000 нових пілотів із країн-союзників, багато з них у США та Канаді, оскільки багато пілотів проходили підготовку в цих країнах перед поверненням до Європи чи Тихого океану для виконання бойових завдань. Майже всі пілоти ВПС армії США пройшли підготовку на Link Trainer.
Для навігації вночі за зірками використовувався інший тип тренажерів Другої світової війни. Небесний навігаційний тренажер 1941 року становив 13,7 м (45 ft) високий і здатний вмістити навігаційну групу екіпажу бомбардувальника. Це дозволяло використовувати секстанти для зйомки «зіркових знімків» із спроектованого зображення нічного неба.

### 1945 – 1960-ті роки
У 1954 році авіакомпанія United Airlines купила чотири авіасимулятори вартістю 3 мільйони доларів у компанії Curtiss-Wright, які були схожі на попередні моделі з додаванням зображення, звуку та руху. Це був перший із сьогоднішніх сучасних авіасимуляторів для комерційних літаків.

### Сьогодні

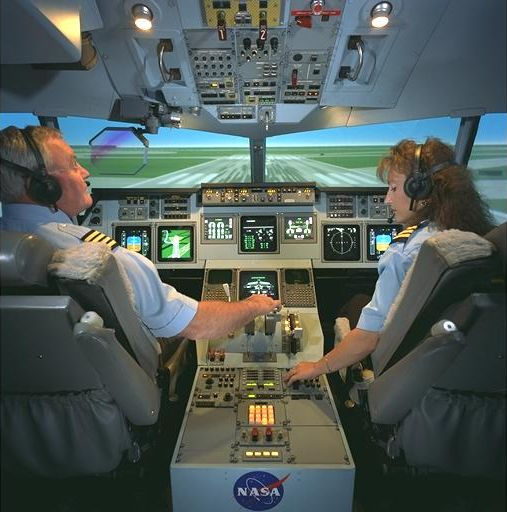
Кабіна симулятора польоту на двох реактивних двигунах

Виробники тренажерів консолідуються та інтегруються вертикально, оскільки навчання пропонує двозначне зростання: CAE прогнозує 255 000 нових пілотів авіакомпаній з 2017 по 2027 рік (70 на день) і 180 000 перших офіцерів, які стануть капітанами . Найбільшим виробником є канадська CAE Inc. з часткою ринку 70% і річним доходом у 2,8 мільярда доларів США, яка виробляє пристрої для навчання протягом 70 років, але перейшла на навчання в 2000 році після кількох придбань. Зараз CAE більше заробляє на навчанні, ніж на виробництві тренажерів. Компанія L3 CTS із Кроулі вийшла на ринок у 2012 році, придбавши виробничий завод Thales Training &amp; Simulation поблизу аеропорту Гатвік, де вона збирає до 30 пристроїв на рік, потім навчальну школу CTC у Великобританії у 2015 році, Aerosim у Санфорді, штат Флорида, у 2016 році та Португальська академія G Air у жовтні 2017 р. 

## Додатки

### Підготовка пілотів

Інтер'єр авіасимулятора в Естонії для Piper PA-34 Seneca

Більшість авіатренажерів використовуються переважно для навчання польоту. Найпростіші тренажери використовуються для відпрацювання основних процедур у кабіні, таких як опрацювання аварійних контрольних списків, а також для ознайомлення з кабіною. Вони також використовуються для навчання польотам за приладами, для яких зовнішній вигляд менш важливий. Певні системи літака можуть моделюватися або не моделюватися, а аеродинамічна модель зазвичай є надзвичайно загальною, якщо вона взагалі присутня. Залежно від рівня сертифікації прилади, які мали б рухомі індикатори в реальному літаку, можуть бути реалізовані з дисплеєм. Завдяки вдосконаленим дисплеям, представленням кабіни та системам руху симулятори польоту можна використовувати для зарахування різної кількості годин польоту до ліцензії пілота.

### Інше використання
У процесі проектування літака можна використовувати тренажери польоту замість виконання деяких льотних випробувань. Такі «інженерні авіасимулятори» можуть забезпечити швидкий спосіб пошуку помилок, зменшуючи як ризики, так і вартість розробки.  Крім того, це дозволяє використовувати додаткове вимірювальне обладнання, яке може бути занадто великим або недоцільним для використання під час борту справжнього літака. На різних етапах процесу проектування використовуються різні інженерні тренажери різного рівня складності.  :13
Симулятори польоту можуть включати навчальні завдання для екіпажу, крім пілотів. Приклади включають стрільців на військовому літаку  або операторів підйомників.  Окремі симулятори також використовувалися для завдань, пов’язаних з польотом, наприклад, евакуація літака в разі аварії у воді.  З огляду на високу складність багатьох систем, що входять до складу сучасних літальних апаратів, симулятори технічного обслуговування літаків набувають все більшої популярності.  

## Кваліфікація та затвердження

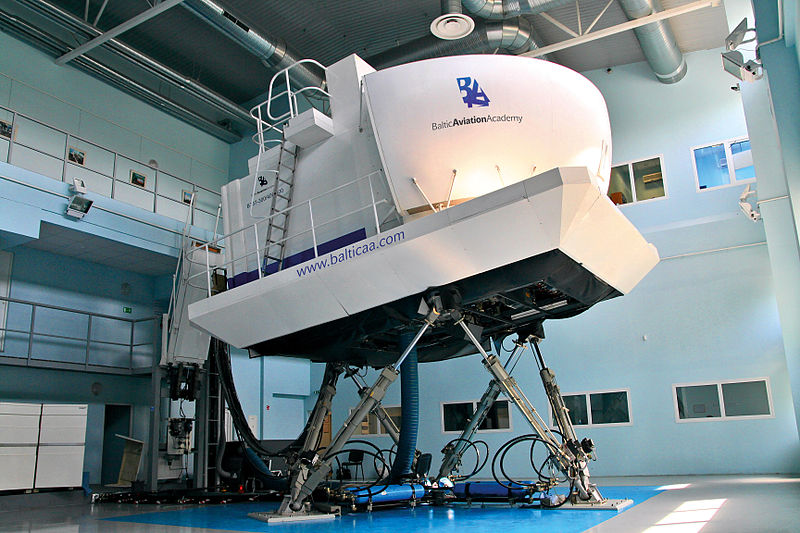
Повний авіасимулятор Boeing 737

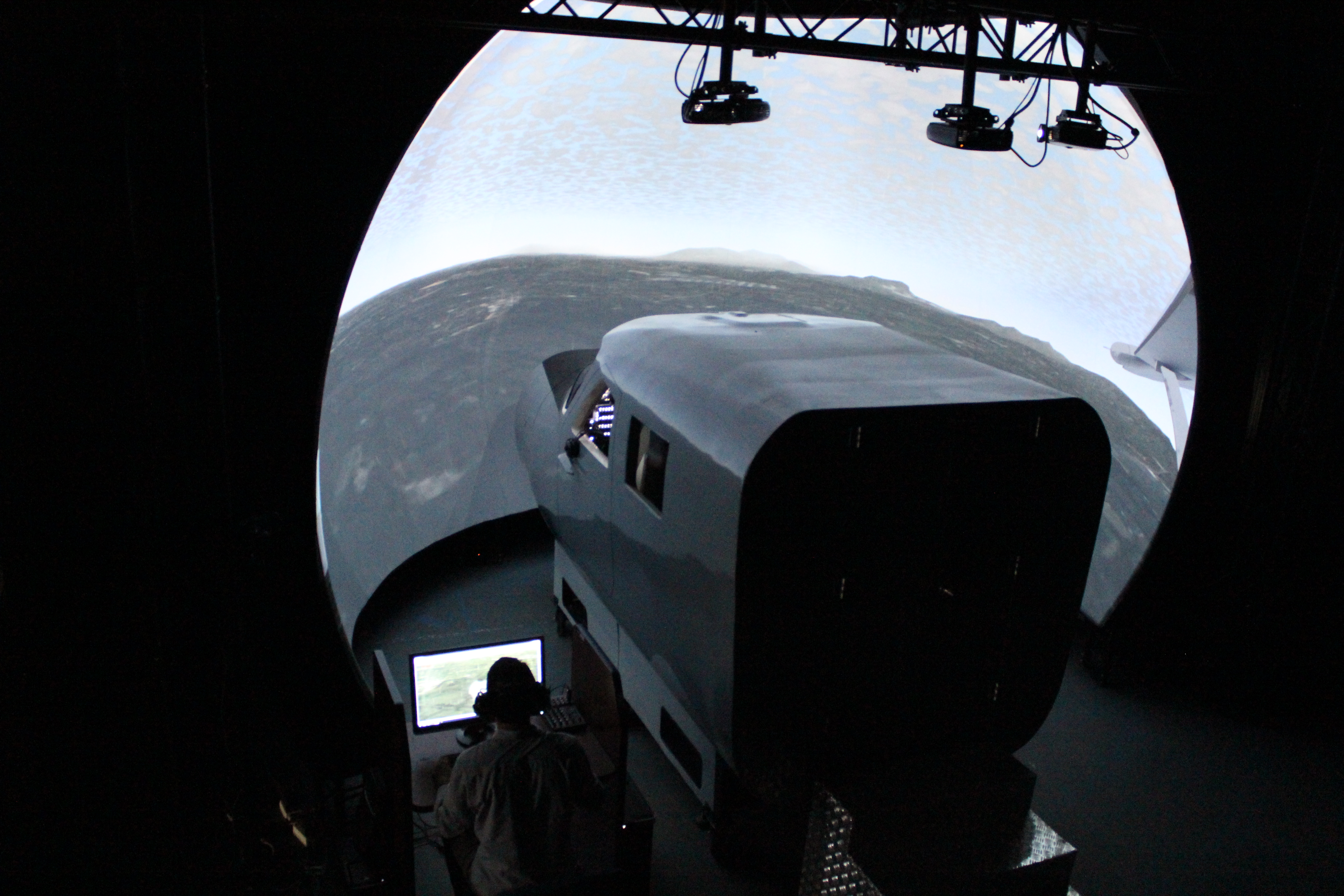
Сферичний дисплей із кількома проекторами, видимими над кабіною

До вересня 2018 року, коли виробник бажав схвалити модель ATD, документ, який містить специфікації для лінійки моделей і підтверджує відповідність відповідним нормам, подається до FAA. Після схвалення цього документа, який називається Посібник із кваліфікаційного схвалення (QAG), усі майбутні пристрої, що відповідають QAG, будуть автоматично схвалені, а індивідуальна оцінка не потрібна та не доступна.

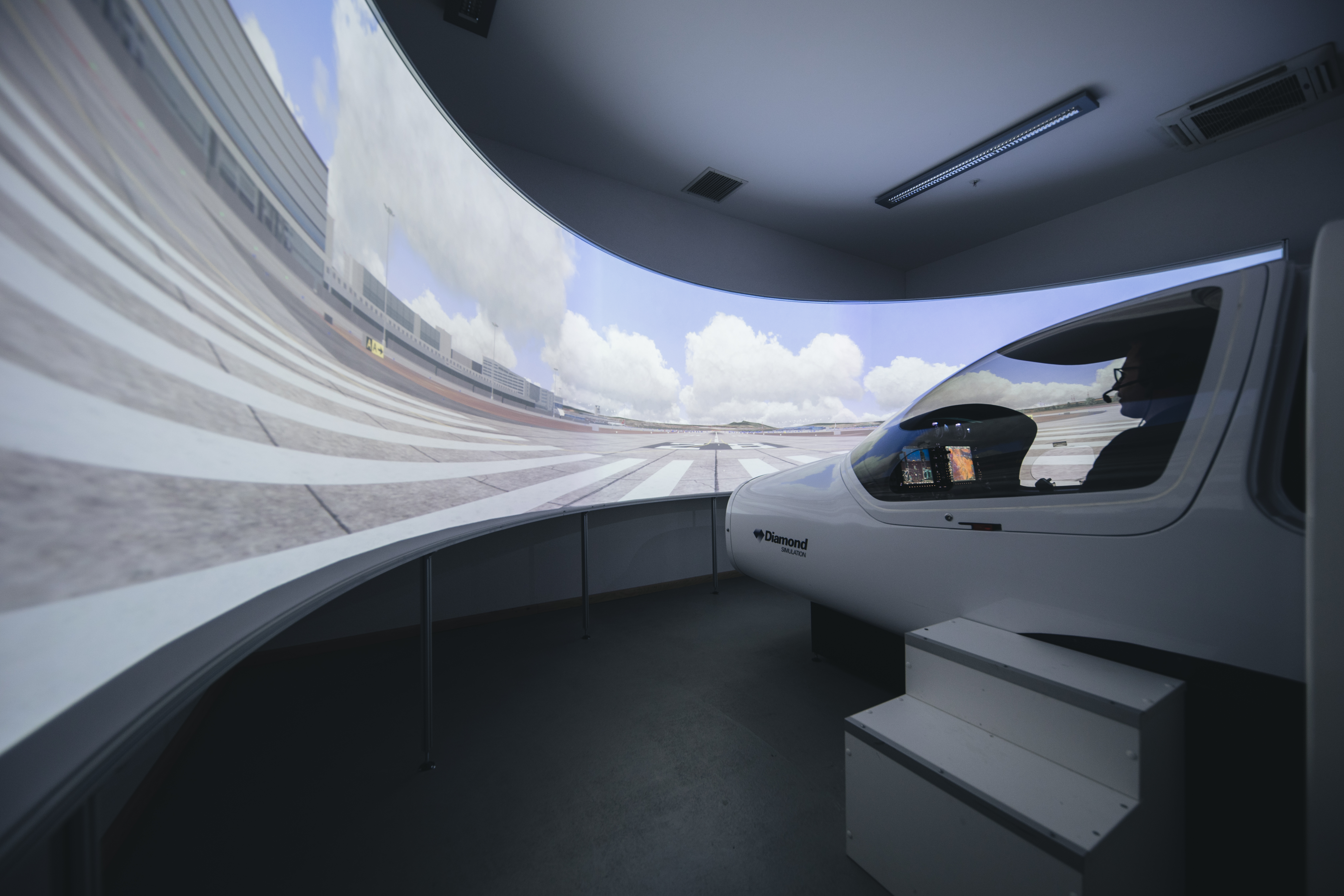
Ширококутний циліндричний дисплей

### Система руху

Платформа Стюарт

Спочатку системи руху використовували окремі осі руху, схожі на карданний підвіс. Після винаходу платформи Стюарта одночасна робота всіх приводів стала кращим вибором, а деякі правила FFS спеціально вимагали «синергетичних» 6 ступенів свободи руху. На відміну від справжнього літака, імітована система руху має обмежений діапазон, в якому вона здатна рухатися. Це особливо впливає на здатність імітувати тривалі прискорення та вимагає окремої моделі для наближення сигналів вестибулярної системи людини в рамках заданих обмежень.
Система руху є основним фактором загальної вартості симулятора, але важко зробити оцінку передачі навичок на основі тренувань на тренажері, які призводять до керування реальним літальним апаратом, особливо коли йдеться про сигнали руху. Потрібні великі зразки думок пілотів, і багато суб’єктивних думок, як правило, висловлюються, особливо пілотами, які не звикли робити об’єктивні оцінки та відповідати на структурований графік тестування. Протягом багатьох років вважалося, що симуляція на основі руху з 6 DOF дає пілоту більшу точність операціям управління польотом і реакції літака на вхідні дані керування та зовнішні сили, а також дає кращі результати навчання для студентів, ніж симуляція без руху. Це описується як «точність керованості», яку можна оцінити за стандартами випробувального польоту, такими як числова рейтингова шкала Купера-Харпера для якості керованості. Нещодавні наукові дослідження показали, що використання таких технологій, як вібрація або динамічні сидіння в авіасимуляторах, може бути настільки ж ефективним у навчанні, як і великі та дорогі пристрої FFS із 6 DOF.

## Сучасні висококласні авіасимулятори
Найбільшим у світі симулятором польотів є Vertical Motion Simulator (VMS) у дослідницькому центрі NASA Ames, що на південь від Сан-Франциско. Він має дуже велику систему руху з 60 футами (+/- 30 ft) вертикального переміщення (підйому). Система підйому підтримує горизонтальну балку, на якій встановлено 40 футові рейки, що дозволяє бокове переміщення кабіни тренажера на +/- 20 футів. На 40 встановлено звичайну 6-ступеневу шестиногу платформу свободи футів балки, а на платформі встановлена змінна кабіна. Така конструкція дозволяє швидко перемикати різні салони літака. Симуляції варіюються від дирижаблів, комерційних і військових літаків до космічного човника. У випадку космічного човника великий симулятор вертикального руху використовувався для дослідження поздовжнього коливання, спричиненого пілотом (PIO), яке виникло під час раннього польоту шатла безпосередньо перед посадкою. Після виявлення проблеми на VMS її використовували для випробування різних поздовжніх алгоритмів керування та рекомендації найкращого для використання в програмі Shuttle. 

### Тренування дезорієнтації
AMST Systemtechnik GmbH (AMST) з Австрії та Environmental Tectonics Corporation (ETC) з Філадельфії, США, виробляють низку тренажерів для навчання дезорієнтації, які мають повну свободу руху. Найскладнішим із цих пристроїв є симулятор Desdemona дослідницького інституту TNO в Нідерландах виробництва компанії AMST. Цей великий тренажер має карданний кокпіт, встановлений на каркасі, який додає вертикальний рух. Каркас кріпиться на рейках, прикріплених до обертової платформи. Поручні дозволяють розташувати кабіну симулятора на різних радіусах від центру обертання, що забезпечує стійку здатність G приблизно до 3,5.